# Vitaly Janelt
Vitaly Janelt (Hamburg, 10. svibnja 1998.) njemački je nogometaš koji igra na poziciji defenzivnog veznog. Trenutačno igra za Brentford. 

## Klupska karijera
Nakon razvoja u akademijama Hamburger SV i RB Leipzig, Janelt je započeo svoju profesionalnu karijeru u VfL Bochumu 2017. prije nego što se pridružio Brentfordu 2020.
Janelt je 2014. potpisao ugovor s RB Leipzigom za 150 000 eura i potpisao profesionalni ugovor 2016., ali nikada nije nastupio u prvoj momčadi. Nakon 18-mjesečne posudbe u VfL Bochumu, potpisao je za klub 2018. Odigrao je 54 utakmice u 3 i pol godine, pod šest različitih menadžera i na više pozicija.
U listopadu 2020. Janelt se pridružio Brentfordu za 500 000 funti. Brzo se afirmirao nakon ozljede Christiana Nørgaarda i pomogao Brentfordu da izbori plasman u Premier ligu 2021. Janelt je potpisao novi četverogodišnji ugovor u travnju 2022. Tijekom sezone 2023./24., upisao je svoj 100. nastup u Premier ligi i osvojio Brentfordovu nagradu za igrača godine po izboru igrača.

## Reprezentativna karijera
Janelt je nastupao za selekcije Njemačke do 15, 16, 19, 20 i 21 godine. Bio je dio momčadi koja je osvojila Europsko prvenstvo do 21 godine 2021.

## Vanjske poveznice
- Profil, Transfermarkt